# Radio Cooperativa

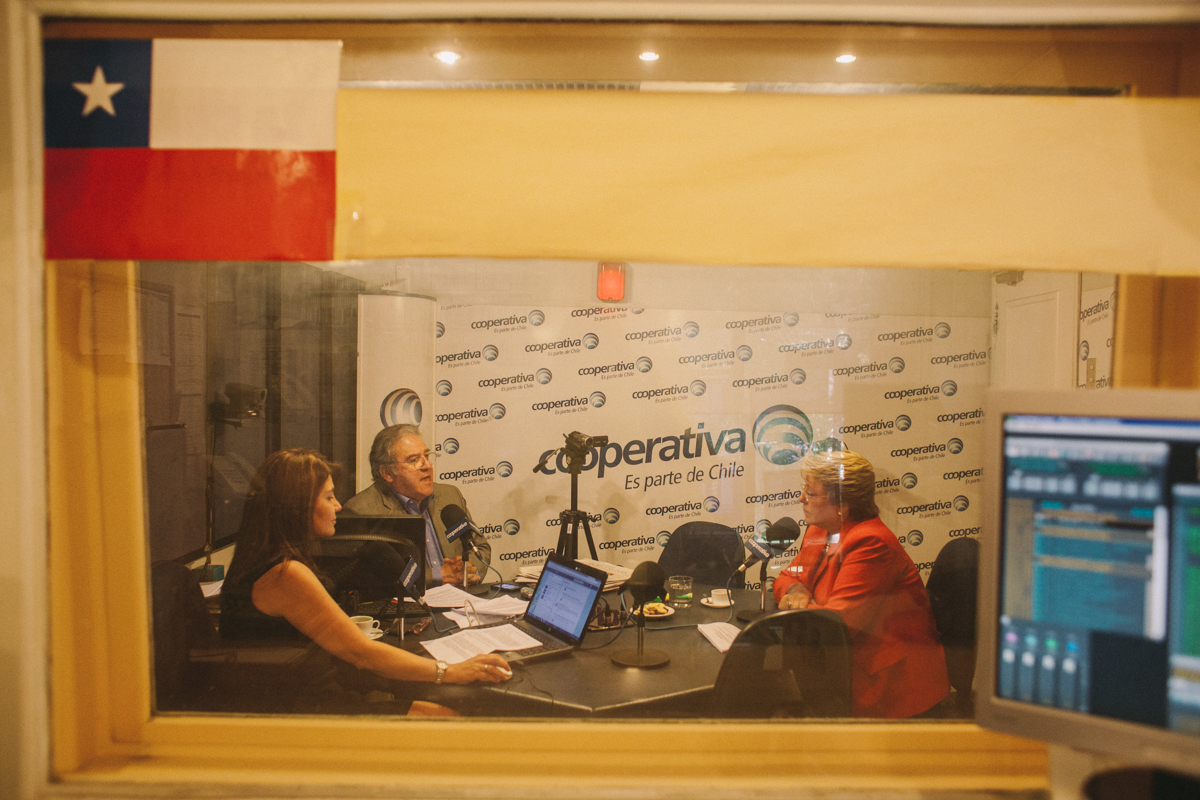
photo de la Radio Cooperativa au chili

Radio Cooperativa est une radio chilienne qui émet à 760 kHz en AM et 93.3MHzen FM à Santiago du Chili. Elle a commencé à émettre le 17 février 1935 à Valparaíso.  
Elle possède un réseau national de 41 stations et 22 autres stations lui sont associées.
Elle est d’abord propriété de la Sociedad de Rentas Cooperativa Vitalicia, d’où son nom. Le  8 août 1939 est créée la Compañía Chilena de Comunicaciones pour la gérer, ce qui la détache de son propriétaire originel.
Elle est connue pour ses programmes d’information.
Depuis 1957 la radio appartient au Parti démocrate-chrétien du Chili